# 當然SKE!!
《當然SKE!!》（日语：もちろんSKE!!），是一個於bayfm所播放的深夜廣播節目，每週一25:30 - 26:00播出，由SKE48的成員主持。

## 概要
- 每星期一深夜播出30分鐘，主要以談話綜藝方面為主的節目。
- 每週由SKE48的其中三名成員主持，兩週後更改班底。此外，在一個月中，還分成於關東地區錄製及名古屋地區錄製的不同集數。
- 節目結束後，在電臺網站上會以網路電台的形式播出未公開部分。

## 主持人
- SKE48成員

### 演出成員
| 集數 | 播出日        | 演出成員                         |
| ---- | ------------- | -------------------------------- |
| 1    | 2013年 5月6日 | 大矢真那、木崎ゆりあ、古川愛李   |
| 2    | 5月13日       | 大矢真那、木崎ゆりあ、古川愛李   |
| 3    | 5月20日       | 梅本まどか、木本花音、松村香織   |
| 4    | 5月27日       | 梅本まどか、木本花音、松村香織   |
| 5    | 6月3日        | 石田安奈、佐藤聖羅、矢方美紀     |
| 6    | 6月10日       | 石田安奈、佐藤聖羅、矢方美紀     |
| 7    | 6月17日       | 出口陽、加藤智子、佐藤實繪子     |
| 8    | 6月24日       | 出口陽、加藤智子、佐藤實繪子     |
| 9    | 7月1日        | 大矢真那、木下有希子、中西優香   |
| 10   | 7月8日        | 大矢真那、木下有希子、中西優香   |
| 11   | 7月15日       | 矢方美紀、松本梨奈、梅本まどか   |
| 12   | 7月22日       | 矢方美紀、松本梨奈、梅本まどか   |
| 13   | 7月29日       | 磯原杏華、出口陽、中西優香       |
| 14   | 8月5日        | 磯原杏華、出口陽、中西優香       |
| 15   | 8月12日       | 内山命、佐藤實繪子、山下ゆかり   |
| 16   | 8月19日       | 内山命、佐藤實繪子、山下ゆかり   |
| 17   | 8月26日       | 大矢真那、齊藤真木子、小林亞實   |
| 18   | 9月2日        | 大矢真那、齊藤真木子、小林亞實   |
| 19   | 9月9日        | 佐藤聖羅、出口陽、中西優香       |
| 20   | 9月16日       | 佐藤聖羅、出口陽、中西優香       |
| 21   | 9月23日       | 磯原杏華、佐藤聖羅、市野成美     |
| 22   | 9月30日       | 磯原杏華、佐藤聖羅、市野成美     |
| 23   | 10月7日       | 高木由麻奈、竹内舞、山下ゆかり   |
| 24   | 10月14日      | 高木由麻奈、竹内舞、山下ゆかり   |
| 25   | 10月21日      | 磯原杏華、高木由麻奈、山下ゆかり |
| 26   | 10月28日      | 磯原杏華、高木由麻奈、山下ゆかり |
| 27   | 11月4日       | 後藤理沙子、矢方美紀、佐藤實繪子 |
| 28   | 11月11日      | 後藤理沙子、矢方美紀、佐藤實繪子 |
| 29   | 11月18日      | 大矢真那、向田茉夏、大場美奈     |
| 30   | 11月25日      | 大矢真那、向田茉夏、大場美奈     |
| 31   | 12月2日       | 江籠裕奈、東李苑、宮前杏實       |
| 32   | 12月9日       | 江籠裕奈、東李苑、宮前杏實       |
| 33   | 12月16日      | 小林亞實、岩永亞美、梅本まどか   |
| 34   | 12月23日      | 小林亞實、岩永亞美、梅本まどか   |
| 35   | 12月30日      | 小林亞實、岩永亞美、梅本まどか   |
| 36   | 2014年 1月6日 | 小林亞實、岩永亞美、梅本まどか   |
| 37   | 1月13日       | 加藤るみ、二村春香、山田みづほ   |
| 38   | 1月20日       | 加藤るみ、二村春香、山田みづほ   |
| 39   | 1月27日       | 江籠裕奈、高木由麻奈、水埜帆乃香 |
| 40   | 2月3日        | 江籠裕奈、高木由麻奈、水埜帆乃香 |
| 41   | 2月10日       | 加藤るみ、金子栞、酒井萌衣       |
| 42   | 2月17日       | 加藤るみ、金子栞、酒井萌衣       |
| 43   | 2月24日       | 阿比留李帆、矢方美紀、小林亞實   |
| 44   | 3月3日        | 阿比留李帆、矢方美紀、小林亞實   |
| 45   | 3月10日       | 磯原杏華、高木由麻奈、山田澪花   |
| 46   | 3月17日       | 磯原杏華、高木由麻奈、山田澪花   |
| 47   | 3月24日       | 都築里佳、柴田阿彌、山田みずほ   |
| 48   | 3月31日       | 都築里佳、柴田阿彌、山田みずほ   |
| 49   | 4月7日        | 木下有希子、水埜帆乃香、宮前杏實 |
| 50   | 4月14日       | 木下有希子、水埜帆乃香、宮前杏實 |
| 51   | 4月21日       | 磯原杏華、齊藤真木子、梅本まどか |
| 52   | 4月28日       | 磯原杏華、齊藤真木子、梅本まどか |
| 53   | 5月5日        | 矢方美紀、日高優月、古川愛李     |
| 54   | 5月12日       | 矢方美紀、日高優月、古川愛李     |
| 55   | 5月19日       | 北野瑠華、木下有希子、古畑奈和   |
| 56   | 5月26日       | 北野瑠華、木下有希子、古畑奈和   |
| 57   | 6月2日        | 熊崎晴香、佐藤すみれ、柴田阿彌   |
| 58   | 6月9日        | 熊崎晴香、佐藤すみれ、柴田阿彌   |

## 放送局
- bayfm 星期一 25:30-26:00

## 外部連結
- もちろんSKE!! （日語）
- bayfmのインターネットラジオ （页面存档备份，存于） （日語）